# Зверева, Яна Александровна
Я́на Алекса́ндровна Зве́рева (род. 6 марта 1989, Тверь) — российская фехтовальщица-шпажистка, двукратная чемпионка мира (2013, 2014), призёр чемпионатов Европы (2014, 2017) и Европейских игр (2015). Заслуженный мастер спорта России (2014).

## Биография
Родилась в 1989 году в Твери. В 2013 году стала обладательницей золотой медали чемпионата мира. В 2014 году завоевала золотую медаль чемпионата мира и серебряную медаль чемпионата Европы. В 2015 году стала серебряным призёром Европейских игр. В 2017 году завоевала серебряную медаль чемпионата Европы в командных соревнованиях.